# Росохач (Стрийський район)
Росо́хач (колишня назва — Росохатий Потік) — село в Козівській сільській громаді , в Стрийському районі Львівської області, Україна. Населення становить близько 400 осіб. 

## Географія
Село розташоване за 30 км на захід від колишнього райцентру і найближчої залізничної станції Сколе. Через село протікають річки Завадка та Росохатий.

## Церква Св. Арх. Михаїла
Найдавніші згадки про церкву трапляються у 1561 році. Попередня, відома з архівних джерел церква, була збудована у 1790 (1787) р. На її місці у 1882 р. майстер Лука Снігур збудував нову дерев'яну бойківського типу церкву. У 1960 році її закрили і хотіли розібрати (верхи над навою і вівтарем впали). Мешканці села відбудували їх в неділі та свята в дещо зміненому вигляді (значно зменшена кількість заломів). Церква відкрита для богослужіння у 1989 р.
Місцева тризрубна триверха церква стоїть на пологому схилі у центрі Росохача, за потоком, на цвинтарі. З першого погляду вражає довжиною і, мабуть, не дуже необхідною заміною покриття верхів святині на металізовану бляху. Будівля орієнтована вівтарем гранчастої форми на північний схід. До нього від заходу прибудована ризниця. До речі, вівтар над піддашшям, яке опоясує церкву, має зрізані кути, нижче піддашшя — прямокутні.
У східній стіні нави є бічні двері. Бабинець до рівня піддашшя має по периметру засклені стіни. На другому ярусі бабинця влаштована емпора, оточена відкритою галереєю. На початку 1990-х рр. арочні прорізи навколо емпори були з трьох сторін, а стіни покривав гонт. Сьогодні, очевидно, після ремонту, прорізи у західній стіні закрили, та й усі стіни до рівня даху оббили дерев'яною вагонкою.
З великого чотирисхилого даху немов виростають три верхи з двома заломами, накриті банями (над навою трохи більша), які увінчують ліхтарі з маківками. На північний-захід від церкви знаходиться дерев'яна квадратова у плані дзвіниця, другий і третій яруси має в арочних голосниках, накрита восьмибічним шатром з маківкою.

## Населення
Згідно з переписом УРСР 1989 року чисельність наявного населення села становила 553 особи, з яких 270 чоловіків та 283 жінки.
За переписом населення України 2001 року в селі мешкало 520 осіб. 100 % населення вказало своєю рідною мовою українську.

## Відомі люди

### В селі загинули
- Василь Шишканинець (псевдо: «Бір») — поручник УПА, ад'ютант курінного «Рена», командир сотні «Ударники-3»; загинув поблизу села;
- «Байда» (нар. ? — † 17.02.1945) — провідник підрайонний (села Багнувате, Риків і Ільник) ОУН(р), загинув у бою між селами Комарники, Задільське, Росохач, разом з ним загинули «Юрій», Федір Іжик і ще 8 повстанців;[4]